# Microsoft Vizact
Microsoft Vizact 2000 — устаревшая программа для создания интерактивных документов HTML+TIME и добавления анимации и прочих эффектов. Пользователи могли создавать динамические веб-страницы. В соответствии с Microsoft PressPass, эта программа была «первым приложением активации документов». Разработка прекратилась 1 апреля 2000 года из-за непопулярности.

Vizact помогает решить эту проблему, предоставляя пользователям Microsoft Office возможность создавать документы, которые имеют динамический характер Web, без нужды быть веб-автором или программистом. Оригинальный текст (англ.)Vizact helps solve this problem by giving Office users the ability to create documents that harness the dynamic nature of the Web, without having to be Web authors or programmers.
Функции Vizact 2000:
- Просмотр визуального представления пунктов в вашем документе и изменение в течение долгого времени.
- Интерактивные пули уплотняют блоки текста, уменьшение суммы информационных читателей видит первоначально[что?].
- Создание документов, которые обращаются к многократным зрителям, но не смущают отдельных читателей.
- Шаблоны доступа, чтобы начать быстро, затем измените их, чтобы соответствовать вашим потребностям.
- Выбор из 30 профессионально разработанных эффектов, чтобы помочь Вам общаться лучше и произвести на свою аудиторию впечатление.